# Tropeognathinae
Tropeognathinae es una subfamilia extinta de pterosaurios ananguéridos. Los fósiles de tropeognatinos se han encontrado en depósitos del Cretácico de Australia, Brasil y Marruecos.
Tropeognathinae se define como "el clado más inclusivo que contiene a Tropeognathus mesembrinus pero no a Coloborhynchus clavirostris o a Anhanguera blittersdorffi."  Todos los tropeognatinos tienen dientes relativamente cortos, y la altura de la corona equivale a menos de 3 veces del diámetro del diente, y tienen crestas premaxilares que alcanzan la punta del rostro. Mythungini, un clado basado en tallos de tropeognatinos australianos, se define como "el grupo que consiste de Mythunga camara y todas las especies más cercanamente relacionadas a Mythunga que a Tropeognathus mesembrinus, Amblydectes crassidens o Siroccopteryx moroccensis." Una sinapomorfia de los mitunginis es la posesión de anillos o collares elevados alrededor de los alvéolos dentales.
El tropeognatino mitungini Thapunngaka es el mayor reptil volador conocido de Australia.

## Clasificación
El cladograma a continuación se basa en el estudio de Richards et al., (2023). Este muestra las relaciones filogenéticas de los tropeognatinos dentro de Anhangueridae.

|  | Coloborhynchinae |
|  |                  |
|  | Anhanguerinae    |
|  |                  |

|  | Siroccopteryx |
|  |               |
|  | Tropeognathus |
|  |               |
|  | Amblydectes   |
|  |               |

|  | Ferrodraco  |
|  |             |
|  | Thapunngaka |
|  |             |
|  | Mythunga    |
|  |             |

|  | Siroccopteryx |
|  |               |
|  | Tropeognathus |
|  |               |
|  | Amblydectes   |
|  |               |

|  | Ferrodraco  |
|  |             |
|  | Thapunngaka |
|  |             |
|  | Mythunga    |
|  |             |

|  | Siroccopteryx |
|  |               |
|  | Tropeognathus |
|  |               |
|  | Amblydectes   |
|  |               |

|  | Ferrodraco  |
|  |             |
|  | Thapunngaka |
|  |             |
|  | Mythunga    |
|  |             |

|  | Siroccopteryx |
|  |               |
|  | Tropeognathus |
|  |               |
|  | Amblydectes   |
|  |               |

|  | Ferrodraco  |
|  |             |
|  | Thapunngaka |
|  |             |
|  | Mythunga    |
|  |             |

|  | Coloborhynchinae |
|  |                  |
|  | Anhanguerinae    |
|  |                  |

|  | Siroccopteryx |
|  |               |
|  | Tropeognathus |
|  |               |
|  | Amblydectes   |
|  |               |

|  | Ferrodraco  |
|  |             |
|  | Thapunngaka |
|  |             |
|  | Mythunga    |
|  |             |

|  | Siroccopteryx |
|  |               |
|  | Tropeognathus |
|  |               |
|  | Amblydectes   |
|  |               |

|  | Ferrodraco  |
|  |             |
|  | Thapunngaka |
|  |             |
|  | Mythunga    |
|  |             |

|  | Siroccopteryx |
|  |               |
|  | Tropeognathus |
|  |               |
|  | Amblydectes   |
|  |               |

|  | Ferrodraco  |
|  |             |
|  | Thapunngaka |
|  |             |
|  | Mythunga    |
|  |             |

|  | Siroccopteryx |
|  |               |
|  | Tropeognathus |
|  |               |
|  | Amblydectes   |
|  |               |

|  | Ferrodraco  |
|  |             |
|  | Thapunngaka |
|  |             |
|  | Mythunga    |
|  |             |